# Idioma falisco
El falisco era una lengua itálica hablada por los antiguos faliscos, un pueblo itálico que habitaba la Tuscia meridional. Junto con el latín, forma el grupo de las lenguas latino-faliscas, parte de las lenguas itálicas y era la lengua itálica más cercana al latín. Parece probable que el dialecto perdurase, aunque gradualmente asimilado por el latín, hasta comienzos de la era común.

## Distribución geográfica y número de hablantes
El territorio de los faliscos, ager Faliscus en la antigüedad, se extendía sobre una zona que forma parte de la moderna región del Lacio, el sur de la cual corresponde a la provincia de Roma y el norte a la de Viterbo. Entonces estaba limitada al este por el río Tíber, y al oeste por un área de densos bosques que iba desde los montes Sabatinos en el sudoeste hasta los Ciminos en el noroeste. Al norte la frontera debía estar marcada por las estribaciones septentrionales de los montes Ciminos, mientras que al sur la debía recorrer las crestas que unen los montes Sabatinos con el monte Soracte.
Con una extensión de 400 o 500 km² para el territorio falisco, las estimaciones de población que para la época podría sostener el porcentaje de área cultivable disponible, unas 30 000 ha, llevan a la conclusión de que la población máxima en ningún caso podría ser superior a los 40 000 habitantes, aunque cifras sobre 20 000-25 000 personas se consideran más razonables para conseguir unas mínimas condiciones de subsistencia. En este último orden de magnitud se puede estimar el número de hablantes de falisco en un momento determinado de su historia.

## Características
Algunas de las principales características fonéticas de la lengua falisca que se pueden observar en la primera inscripción son:
1. El mantenimiento de la fricativa sonora f, que en latín se convierte en b; (falisco carefo, en latín carebo).
2. La representación de una inicial protoindoeuropea gh por f (foied, en latín hodie, fec, en latín hic).
3. La palatización de la consonante d + i consonántica  en un sonido representado simplemente por i- (el sonido central de foied, desde fo-died).
4. La pérdida de la s final en todos los casos antes de ciertos sonidos (cra, en latín cras).

Otras características, que aparecen en otros lugares, son:
1. El mantenimiento de las velares (falisco cuando, en latín quando; contrasta con el osco pun y el umbro pune).
2. La asimilación de algunas consonantes finales al sonido inicial de la palabra siguiente: "pretod de zenatuo, sententiad",[5] "praetor de senatus sententia" (zenatuo por senatuos, un genitivo arcaico).
3. Cambio de la f a h como en español (falisco hileo, en latín filium; falisco hirmo, en latín firmus).
4. Cambio de c inicial a g ante n: (falisco gondecorant; en latín condecorant; falisco gonlegium; en latín collegium o conlegium)
5. Mantenimiento de la oclusiva sonora d que el latín cambio a b: (falisco dueno; en latín bonus, falisco lundos, en latín lumbus).
6. Cambio de la r final por d: (falisco pretod; en latín praetor; falisco aged; en latín ager).

Para conocer más detalles se puede consultar el libro de Conway Italic Dialects, a partir de la página 370, especialmente las páginas 384-385, donde la relación de los nombres Falisci y Falerii con el héroe local Halaeso es discutida, y donde se dan razones para pensar que el cambio de la inicial f (desde la original bh o dh) a la inicial h fue un distintivo genuino del idioma falisco. 
Además de los restos encontrados en las tumbas, que pertenecen mayoritariamente al periodo de la dominación etrusca y dan amplias evidencias de prosperidad material y refinamiento, de los estratos más antiguos se han extraído restos más primitivos de la época itálica. Un gran número de inscripciones consistentes principalmente en nombres propios, que podrían ser considerados como etruscos más bien que como faliscos.
Debe ser mencionado que había una ciudad en Cerdeña llamada Feronia, bautizada así probablemente por colonos faliscos en honor de su diosa nativa, de algunos de los cuales nos ha llegado una inscripción votiva encontrada en la abadía cisterciense de Santa Maria de Faleri. El Museo Nacional Etrusco, en Roma, conserva restos faliscos.

## Inscripciones y glosas
Del falisco se conservan aproximadamente 355 inscripciones, entre 100 y 600 según los criterios de diferentes autores, fechadas desde principios del siglo VII a. C. hasta mediados del II a. C..
Las inscripciones están escritas en un alfabeto similar al etrusco y al latino, todos ellos derivados de un modelo griego occidental, aunque sobre todo con el etrusco existen significativas diferencias tanto en la composición misma del alfabeto como en la forma de los caracteres. Es una cuestión controvertida si los alfabetos falisco y latino fueron adoptados directamente del griego o por intermediación etrusca. A diferencia de las latinas las inscripciones faliscas tempranas están normalmente escritas con un ductus dextroverso, de izquierda a derecha.
Estas inscripciones se dividen en diferentes categorías que dependen del período o del alfabeto empleado. Como criterio de demarcación es especialmente importante el año 241 a C., año en que los faliscos se rebelaron contra Roma y en el que su rápida derrota terminó con cualquier atisbo de independencia política que todavía podría subsistir. Estas categorías son:
1. Falisco temprano (EF). Son las inscripciones datadas entre los siglos VII a. C. y V a. C.
2. Falisco medio (MF). Son las inscripciones datadas entre finales del V a. C. y el año 241 a C.
3. Falisco medio o tardío (MLF). Son inscripciones encontradas en asentamientos que continuaron ocupados después de 241 a C. y que no es posible adscribir con seguridad al periodo medio o al tardío.
4. Falisco tardío (LF). Son inscripciones datadas después del año 241 a C., escritas en alfabeto falisco y con características consistentes con las inscripciones del periodo medio.
5. Latino-falisco (LtF). Son inscripciones datadas después del año 241 a C., escritas en un alfabeto latino con características faliscas.
6. Capenate (Cap). Son inscripciones encontradas en el territorio de Capena, escritas en un alfabeto latino con características faliscas.

También se consideran junto a estas las inscripciones escritas con alfabeto latino (Lat) o etrusco (Etr) que aparentemente no muestran rasgos faliscos.
Su signo más característico es la 'F', que en este alfabeto tiene una forma típica, como una flecha en alto.
Como ejemplo de esta lengua podrían ser citadas las palabras escritas alrededor borde de una pintura en una pátera, la autenticidad de la cual está comprobada por el hecho de que fueron escritas antes de que fuese colocado el vidriado: 

«foied vino pipafo, cra carefo»(en falisco) 
 «hodie vinum bibam, cras carebo» (en latín)
«hoy beberé vino, mañana carecerá» (en español)

Muchas inscripciones faliscas son inusuales y muestran inconsistencias en la escritura y gramática lo que refleja una forma vulgar de escribir el falisco o tal vez es un intento de los autores de escribir el falisco sin que se parezca tanto al latín con quien se estaban asimilando lingüísticamente, ya que los autores tienden a quitar, reemplazar letras, inventar letras adicionales o formas gramaticales inconsistentes.
A continuación se muestran más inscripciones y glosas faliscas:
| Falisco | Latín | Español |
| Menerua sacru la cotena la pretod de zenatuo sententiad vootum dedet quando datu rected cuncaptum, hirmo tertineo pretores. | Minerva sacro a catena a praetor de senatus sententia votum dedit quando dato recte conceptum, firmus tertianus praetores. | A Minerva sagrado la cadena de pretor del senado, dio el voto decidido, cuando dado la recta concebida, firme los terceros pretores. |
| Didius, Vetius doum viri quinque statuas fornicesque haciundum coer idemque probaverunt. Unos latinos Pescosal quod af lucu Plaria dedet libes Ferono donom mereto. | Didius, Vetius duo viri, quinque statuas fornicesque faciendum cur idemque probaverunt. Unus latinus Pescosal quod ab luco Plaria dedit libis Feronio donum merito. | Didio, Vetio dos varones, cinco estatuas y fornicios haciendo, porqué lo mismo probaron. Un latino: Pescosal que desde el lugar, Plaria le dio agradablemente a Feronio el don de mérito. |
| Iovei Menerua lunonei falesce quei in Sardinia sunt donom dederunt magistreis Latrius, Saluena, Voltai coiraverunt. Gonlegium quod est aciptum aetatei agedai opiparum ad veitam quolundam festosque dies quei soveis astuties op idque Volgani gondecorant saipi sume comvivia loidosque ququei fuc dederunt inperatoribus summeis utei sesed lubentis bene iovent optantis. | Iovi Minerva lunoni falisce qui in Sardinia sunt donum dederunt magistris Latrius, Saluena, Voltei curaverunt. Collegium quod est aceptum aetati agendae opiparum ad vitam quondam festusque dies qui suis astutis ob idque Vulcani condecorant saepe sume convivia ludusque coqui hoc dederunt imperatoribus summis uti sesse libentis bene iuvent optantis. | Júpiter, Minerva y los faliscos que en junio en Cerdeña dieron dones a los maestros Latrio, Saluena y Voltio, los curaron. El colegio que es aceptado en la edad de la agenda opípara a vida en tiempos de fiesta y días que sus astutos debido a eso y Vulcano lo condecoran, a menudo asume la convivencia y el juego, los cocineros aquí dieron a los sumos emperadores sentados lo agradable como bien ayuden optando. |
| Eco Quotene Votenosio Titias duenom duenas salueto Voltene. Capena Rufia Caleptia ves saluete sociai Ofetios Caios Velos amanos. | Ego Quotene Votenosio Titus bonum bonas saluti Voltene. Capena Rufia Caleptia vis salute sociae Ofetius Gaius Velus amamus. | Yo Quotene Votenosio Tito buenas a la buena salud de Voletene. Capena Rufia Caleptia fuerte salud socia, Ofetio Gaio Velo lo amamos. |
| Ceres far meletom loufir vinom porrecat eios Mama et Zextos me difiqod. Pravios urnam sociai pordet carai eqo urnela titela fitai dupes arcentelom hunti. Cilom pe parai pordovit. | Ceres far molitum liber vinum porrigat, eius Mama et Sextus me dixerunt. Pravius urnam sociae portet carae equo urnula tutela fidae dubiis argentorum fundi. Cillum per parvae portavit. | Ceres proporcionó trigo molido y vino libre, ellos, Mamá y Sexto me dijeron. La brava urna socia porte la querida yegua, la urna, la fiel tutela dudosa de la plata fundida. El burro por pequeño porta. |
| Vecilio Polae Abellese lectu datus Vecilio plenes electu. Amplius nihil inviteis clevies et quei eos parentaret ne anteponat. | Vecilius, Paullae, Abellensis lecto datus Vecilius plenis electo. Amplius nihil invitis clavis et qui eos parentaret ne anteponat. | Vecilio, Paula, Abellenso leído lo dado de Vecilio elegido lo pleno. Por otra parte nada reacio los clavos y que eso emparenta ni antepone. |
| Voltio vecineo maxomo fec cupat Carconia fec cupat, Meania fec cupat. Cicio cicoi cupat infra vel Zuconeo fec. Cavio Leulio Cavi hileo Ianta fec cupat. | Volteio vicinus maximus hic cubat, Carconia hic cubat, Maenia hic cubat. Cincius Cincio cubat infra vel Zuconius hic. Gaius Lollio Gai filius Ianta hic cubat. | Voltio el máximo vecino sitúa aquí, Carconia sitúa aquí, Maenia sitúa aquí. Cincio Cincio sitúa debajo o Zuconio aquí. Gaio Lollio Gaio hijo de Ianta sitúa aquí. |
| Uxo Vipi Leuelia hilea Louci Teti uxo Cavi, helicinate uxo Vipi Veszi cela Cavi cela cesi fi Marci Acarcelini mate Marci Acarcelini uxo Velce fec Letei hileo Cavi. Oufilio Clipeaio Letei hileo me hacet pre cono cuei tenet Let. Tertinei posticnu partis Volti. | Uxor Vibi Lollia filia Luciae Teti uxor Gai felicitate uxor Vibi Veszi cela Gai cela cessi his Marci Acarcelini mater Marci Acarcelini uxor Vellica hic Leti filius Gai. Ofilius Clipeaio Leti filius me faciet prae conus qui tenet Lete. Tertiani postico partis Voltei.                                                                                    | La esposa de Vibio, Lolia hija de Lucia Teti la esposa de Gaio, felicidad a la esposa de Vibio Veszi, cela a Gaio, cela lo cedido aquí, Marcos Acarcelini, la madre de Marcos Acarcelini, la esposa Velica, aquí Gaio hijo de Leti. Ofilio Clipeaio hijo de Leti, antes me hace el cono que tiene Leti. Posteriormente la tercera parte de Voltio.                                                                         |